# Hans Litten
Hans Achim Litten (19. června 1903 Halle – 5. února 1938 Dachau) byl německý právník, který zastupoval odpůrce nacistů na důležitých politických procesech v letech 1929 až 1932 a hájil práva pracujících během Výmarské republiky.

## Život
Hans Litten se narodil v Halle jako nejstarší syn Friedricha (Fritze) a Irmgard Littenových. Rodina Littenových byla židovská, ale Friedrich konvertoval k luteránství, aby si usnadnil univerzitní kariéru: stal se uznávaným právníkem a učitelem občanského a římského práva na univerzitě v Königsbergu, jejímž se stal rektorem. Jeho syn Hans byl pokřtěn při narození, ale v dětství se učil hebrejsky. Litten se považoval za plnohodnotného křesťana, ale byl registrován jako Žid a musel nosit Davidovu hvězdu, když byl internován v Dachau. Mladý Litten chtěl studovat dějiny umění na univerzitě, ale otec ho tlačil ke studiu práv, kterému se věnoval v Berlíně a Mnichově. Po ukončení studia s vyznamenáním v roce 1927 dostal Litten nabídku lukrativního místa na ministerstvu spravedlnosti, ale místo toho si v roce 1928 raději otevřel vlastní praxi se svým přítelem Ludwigem Barbaschem, sympatizantem komunistické strany. Litten dostal nabídku pracovat na ministerstvu spravedlnosti.
V květnu 1931 Litten předvolal Adolfa Hitlera, aby vypovídal v procesu se čtyřmi příslušníky SA obviněnými z ubodání Tanzpalastu Eden. Litten budoucího vůdce vyslýchal více než tři hodiny, během nichž si Hitler několikrát protiřečil a nakonec prozradil, že násilí proti odpůrcům nacistické strany podněcoval on sám. Výslech přerušil sympatizující soudce, ale do té doby vyšla najevo násilná povaha strany, což podkopalo Hitlerův obraz v očích německého měšťanstva. Hitlerovy rozpory při křížovém výslechu vedly i k druhému soudnímu procesu za křivou výpověď, z něhož byl zproštěn viny. S nástupem nacismu Littenovi přátelé a příbuzní vyjadřovali obavy o právníkovu bezpečnost, ten však odmítal opustit zemi, protože miliony dělníků neměly stejnou šanci zachránit se jako on. Obavy Littenových přátel se ukázaly jako opodstatněné, neboť 28. února 1933, během požáru Říšského sněmu, byl Litten zatčen a umístěn do vyšetřovací vazby.
Litten byl nejprve vyslýchán ve věznici Spandau, a aniž by stanul před soudem, byl přes matčino úsilí o propuštění převezen do různých vězeňských táborů. Později byl internován v koncentračním táboře Sonnenburg a poté ve věznici Brandenburg-Görden spolu s anarchistou Erichem Muhsamem. Zde byl dlouho mučen, aby prozradil jména svých klientů a zákazníků. V roce 1933 se při mučení přiznal k informacím, které SS použila proti němu, aby ho falešně obvinila z vraždy příslušníka SA. Aby se Litten dále nekompromitoval, pokusil se o sebevraždu, ale jeho mučitelé ho včas zachránili. Bití, kterému byl Litten vystaven, ohrozilo jeho zdraví až do konce jeho života, protože během výslechů utrpěl zranění oka a nohy, měl zlomenou čelist, několik zubů a přišel o sluch na jedno ucho. Jeho matka se mezitím snažila dosáhnout jeho propuštění tím, že apelovala na významné osobnosti, jako byli Werner von Blomberg, Vilém Pruský, Ludwig Müller, Franz Gürtner a Roland Freisler, ale bezvýsledně.
Littenův stav se dočasně zlepšil během věznění v Lichtenburgu, kde mu bylo umožněno pracovat v knihovně a kde si získal sympatie spoluvězňů pro svou sílu ducha a odvahu. V létě 1937 byl na měsíc převezen do koncentračního tábora Buchenwald a 16. října 1937 byl převezen do Dachau. Přestože byl od narození křesťanem, byl zde internován v kasárnách vyhrazených pro Židy. Pět let po svém zatčení a četných mučeních byl Litten 4. února 1938 naposledy vyslýchán a následující noc spáchal sebevraždu oběšením v táborové prádelně. Littenovy úmysly byly již delší dobu jasné a den před jeho sebevraždou našel jeden z advokátových spolubydlících na baráku pod Littenovým polštářem oprátku.
V Německu existuje řada jeho památníků, ale Litten byl po desetiletí převážně ignorován, protože jeho politika nezapadala ani do západní, ani do komunistické poválečné propagandy. Teprve v roce 2011 byl Litten konečně zobrazen v masmédiích, když BBC odvysílala televizní film The Man Who Crossed Hitler (Muž, který zostudil Hitlera), odehrávající se v Berlíně v létě 1931.